# Robert Hickey
Robert Hickey, né le 12 janvier 1974 à Whakatane, en Nouvelle-Zélande, est un joueur néo-zélandais de basket-ball, évoluant au poste de pivot.